# Tratado de Viena (1738)

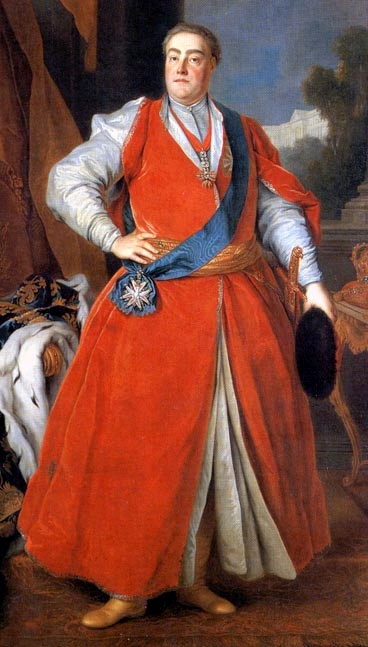
Retrato del rey Augusto III con atuendo típico sármata (Taller de Louis de Silvestre). Museo Nacional de Cracovia.

El Tratado de Viena o Paz de Viena fue firmado el 18 de noviembre de 1738 y puso fin a la guerra de sucesión polaca. Estuvo acompañado de una serie de disposiciones dinásticas que modificaron el mapa político europeo y aseguraron un equilibrio entre las dos mayores potencias enemigas del continente: el Reino de Francia y el Sacro Imperio Romano Germánico.
Según los términos del tratado, Estanislao I Leszczynski renunciaba a reclamar el trono polaco y reconocía a Augusto III, duque de Sajonia, como rey de Polonia. Como compensación, Estanislao recibiría en su lugar el Ducado de Lorena que pasaría a Francia tras su muerte, la cual acaeció en 1766; mientras Francia aceptaba la Pragmática Sanción. Francisco Esteban, Duque de Lorena hasta la fecha y futuro marido de María Teresa I de Austria, fue indemnizado con el trono vacante del Gran Ducado de Toscana, habiendo fallecido el último Médici en 1737. En otra provisión del tratado, Carlos, el hijo menor del rey Felipe V de España, renunciaba a sus derechos al Gran Ducado de Toscana en favor de Francisco Esteban, cedía el ducado de Parma a María Teresa y recibía de Austria los reinos de Nápoles y Sicilia.

## Antecedentes
La derrotada Austria solicitaba la paz, cuyos preliminares fueron firmados en Viena en 1735, tres años antes del tratado final (el tercer tratado de Viena). Siguió entonces una suerte de caza de tronos europeos, favorable a la política de Francia.
Estos artículos preliminares fueron seguidos por una convención franco-austríaca, firmada en Viena el 28 de agosto de 1736, referente a las modalidades de la cesión de Lorena, aceptada por una declaración de Francisco III de Lorena. A cambio, Luis XV reconocía finalmente la Pragmática Sanción del emperador Carlos VI.

## La redistribución de los principados
- El elector de Sajonia, Augusto III, es mantenido en el trono de Polonia, sobre el cual Estanislao I Leszczynski abandona toda pretensión, conservando solamente el título de "rey de Polonia".
- Como indemización, Estanislao recibe los dos ducados de Lorena y de Bar con título vitalicio; a su muerte, el 23 de febrero de 1766, ambos ducados son reunidos en el reino de Francia.
- El duque de Lorena Francisco III, que acababa de prometerse con la archiduquesa de Austria María Teresa, hija del emperador Carlos VI del Sacro Imperio Romano Germánico, renuncia a sus derechos sobre Lorena y Bar, y ofrece a cambio el Gran Ducado de Toscana que se convierte en posesión austríaca. Por la Pragmática Sanción, él podrá acceder al trono imperial junto con su esposa la archiduquesa María Teresa.
- Carlos, hijo de Felipe V de España y de Isabel de Farnesio, quien renuncia a los Ducados de Parma y Plasencia y a sus derechos sobre el Gran Ducado de Toscana, recibe a cambio los reinos de Nápoles con los Presidios de Toscana y Sicilia que le cede el Emperador. Así, don Carlos (futuro Carlos III de España) inaugura la dinastía de los Borbones de Nápoles.
- El rey Carlos Manuel III de Cerdeña obtiene Novara y Tortona del austriaco Ducado de Milán.
- Finalmente, Isabel de Borbón, hija mayor de Luis XV de Francia, se casa con el infante español Felipe, que obtendría en 1748 los Ducado de Parma, Plasencia y Guastalla. Matrimonio que significa el restablecimiento de la alianza dinástica entre Francia y España.